# Titicaca
Titicaca (španělsky Lago Titicaca, v kečuánštině originálně vyslovováno titichacha) je jezero v Centrálních Andách. Západní část jezera patří Peru, východní část Bolívii. Jezero Titicaca není sice největším jezerem Jižní Ameriky, ale kdybychom brali v úvahu sladkovodní jezera, tak by největším bylo. Je to největší vysokohorské jezero a zároveň nejvýše položené jezero s pravidelnou (komerční) lodní dopravou na Zemi. Nachází se na Altiplanu, náhorní plošině And. Propadlina jezera je tektonického původu a jezero samotné je pozůstatkem obrovského zaniklého jezera Ballivián. Má rozlohu 8562 km². Je 204 km dlouhé a v nejširším místě 65 km široké. Průměrně je hluboké 107 m a dosahuje maximální hloubky 283 m (i když někteří domorodci tvrdí, že je bezedné). Leží v nadmořské výšce 3812 m. Objem vody dosahuje 893 km³.

## Pobřeží
Délka pobřeží dosahuje 1125 km. Jezero je poloostrovem Taraco rozděleno na dvě části, větší a hlubší Lago Grande a menší Wiñaymarca, propojené průlivem Tiquina, který má v nejužším místě 850 metrů.

### Osídlení pobřeží
Nejvýznamnější město a přístav na břehu je Puno (Peru), které je spojené železnicí s přístavem Mollendo na břehu Tichého oceánu. Na jihovýchodním břehu a na ostrovech jsou památky staré indiánské kultury Tiwanaku.

### Ostrovy

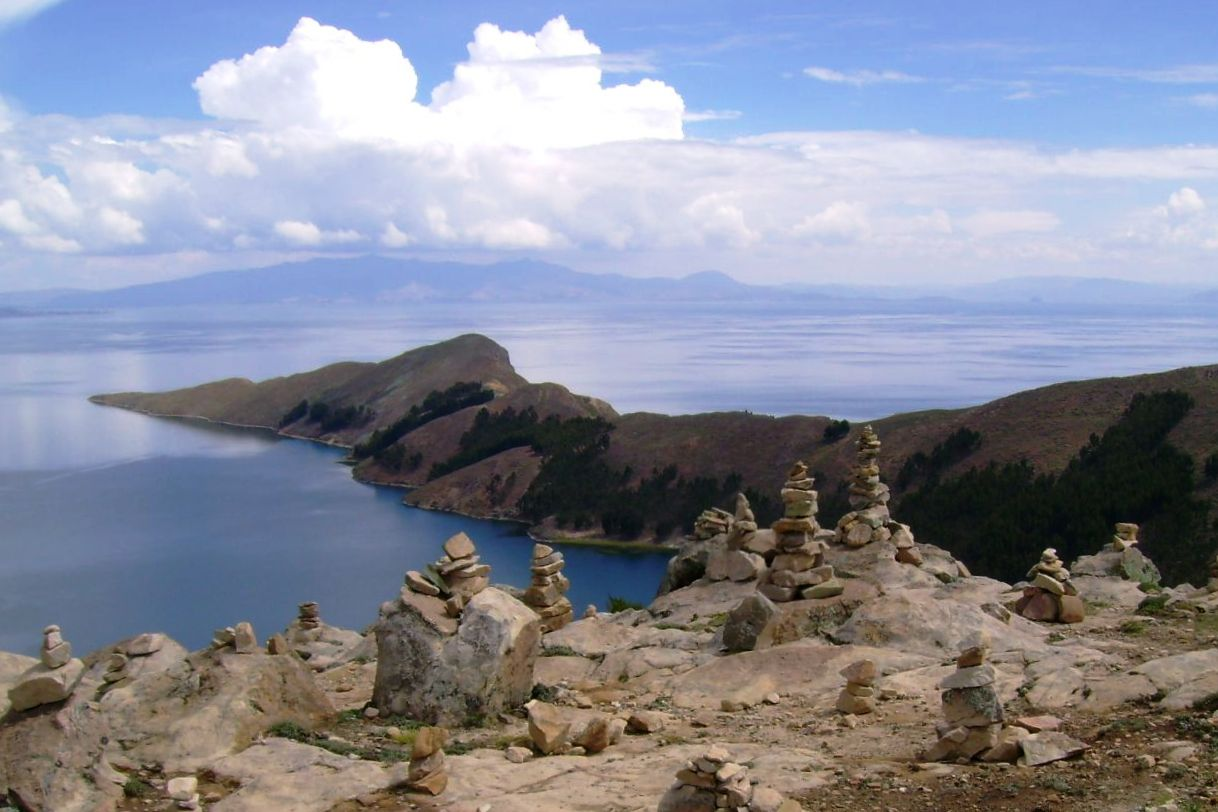
Ostrov Isla del Sol

V jezeře je mnoho velkých a malých ostrovů, na kterých se nachází pozůstatky kultury Inků, např. Amantaní, Isla del Sol, Isla de la Luna. Na jezeře se také nachází několik desítek obydlených umělých „rákosových“ ostrůvků z rostliny totora (botanicky skřípinec), které si vybudovali a žijí na nich domorodci z kmene Uru.

## Vodní režim
Povodí jezera má rozlohu 56 270 km². Do jezera přitéká více než 25 řek, z nichž největší jsou Suches, Huancané, Ramis, Coata, Ilave, Catari, Tiwanaku a Keka. Odtéká z něho řeka Desaguadero, jež posléze ústí do jezera Poopó. Odtok však odvádí jen 10% z objemu vody z přítoků a srážek. Zbytek vody se z jezera ztrácí odparem a transpirací. Nejvyšší úroveň hladiny je v březnu a nejmenší od května do prosince.

## Vlastnosti vody
Teplota povrchové vody uprostřed jezera je stálá (11 až 12 °C). U břehu teplota výrazně kolísá a v létě v noci se dokonce zálivy a pobřežní části pokrývají ledem.

## Fauna a flóra
Žije zde vzácná potápka krátkokřídlá nebo endemická žába vodnice posvátná. Pro místní je významný rybolov. Přes nízkou průměrnou roční teplotu vody (10 až 12 °C) jezero Titicaca kladně ovlivňuje teplotu okolí, takže se na pobřeží dají pěstovat brambory, ječmen a kukuřice. Okolí jezera Titicaca se považuje za pravlast brambor.
Životní prostředí je ohroženo velkým množstvím odpadu a chemikálií vypouštěných do jezera – mj. pesticidy, hnojiva, rtuť vznikající jako odpad při těžbě zlata.

## Lodní doprava
Jezero Titicaca je nejvýše položené jezero na světě, kde se provozuje komerční lodní doprava.

## Jméno jezera

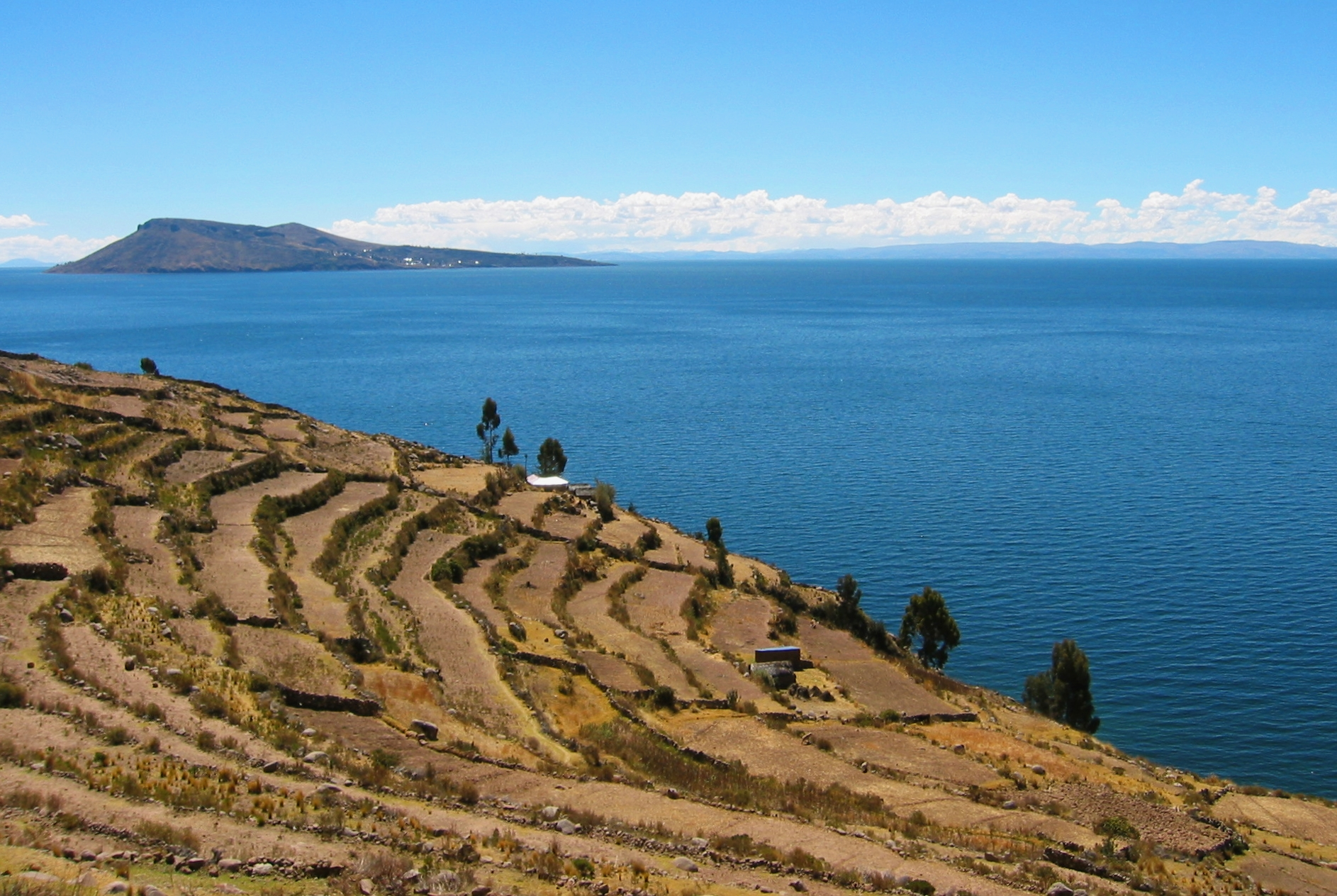
Ostrov Amantani na jezeře Titicaca

Původ jména Titicaca není přesně znám. V jazyce indiánského kmene Aymarů má odkazovat na dvě slova: titi je velká kočka a kak znamená skály. Volně přeloženo tedy znamená „skály pum“. Podle legendy první Inka, Manco Capac, sestoupil přes skálu na ostrově Slunce na Zemi. Tato skála (s troškou fantazie) měla tvar hlavy pumy. Ležící kočka je také poznat, když se mapa s jezerem otočí o 180 °.